# Chactún
Chactún är en arkeologisk plats i Campeche, Mexiko.
Forskare från National Geographic Society och Instituto Nacional de Antropología e Historia, ledda av den slovenska arkeologen Ivan Sprajc, upptäckte platsen på flygbilder och kallade den Chactún, "Röd sten" eller "Stor sten".
Man tror att lokalbefolkningen har känt till staden, men det var först 2013 den upptäcktes av forskare.
De bedömer att staden var bebodd omkring 600-900-talet. Staden kan ha haft så många som 40 000 invånare och tros ha varit gömd djupt inne i djungeln i cirka 1000 år. 